# Saint-Barthélemy (Seine-et-Marne)
Saint-Barthélemy ist eine französische Gemeinde mit 340 Einwohnern (Stand: 1. Januar 2022) im Département Seine-et-Marne in der Region Île-de-France. Sie gehört zum Arrondissement Provins und zum Kanton Coulommiers. Die Einwohner werden Barthéloméens genannt.

## Geographie
Die Gemeinde Saint-Barthélemy liegt etwa acht Kilometer nordöstlich von La Ferté-Gaucher, 22 Kilometer nordöstlich von Coulommiers, 30 Kilometer nördlich von Provins und 75 Kilometer östlich von Paris.

## Bevölkerungsentwicklung
| Jahr      | 1936 | 1946 | 1954 | 1962 | 1968 | 1975 | 1982 | 1990 | 1999 | 2006 | 2009 | 2016 |
| Einwohner | 260  | 237  | 257  | 194  | 205  | 209  | 327  | 361  | 329  | 365  | 397  | 325  |

## Sehenswürdigkeiten
Siehe auch: Liste der Monuments historiques in Saint-Barthélemy (Seine-et-Marne)
- Schloss von Villiers-les-Maillets